# Pirita
La pirita es un mineral del grupo de los sulfuros cuya fórmula química es FeS2. Se compone de un 53,48 % de azufre y un 46,52 % de hierro. Frecuentemente macizo, granular fino, algunas veces subfibroso radiado; reniforme, globular, estalactítico. Insoluble en agua, y magnética por calentamiento. Su nombre deriva de la raíz griega pyr (fuego), ya que al rozarla con metales emite chispas, lo cual intrigaba al mundo antiguo. También conocida como el "oro de los tontos", el "oro de los locos" o el "oro de los pobres" por su gran parecido con el oro.

## Aspecto
Tiene una forma cúbica, las caras a veces cementadas, también a menudo en octaedros y piritoedros (doce caras pentagonales). A veces los cristales parecen icosaedros (veinte caras triangulares), aunque esta figura es imposible en cristalografía, y se trata realmente de una combinación de octaedro con dodecaedro con un desarrollo semejante de las caras. A menudo maclada, masiva, radiada, granular, su color es amarillo latón y su brillo es metálico, dureza: es duro 6-6,5. No se exfolia, y las fracturas son de forma concoidea (de concha). Color raya: verde negruzco, diafanidad: opaco.
La pirita se funde fácilmente, 2,5-3 en la escala Kobell, y libera vapores de azufre, dejando como residuo sólido pirrotina.

## Usos
El primer uso de la pirita, de donde precisamente procede su nombre, es para encender fuego, frotándola con un material más duro que ella (sílex u otros tipos de cuarzo) para obtener chispas. Para ello, los nódulos formados por agregados son mucho mejores que los cristales. Posteriormente, hace en torno a 4.000 años, la pirita comenzó a utilizarse para obtener los vitriolos, nombre que se da a distintos sulfatos, oxidándola por tratamiento con fuego o dejándola expuesta al aire y al agua. El sulfato de hierro, vitriolo verde, se utilizó en la fabricación de tintas de color negro, y el vitriolo blanco como mordiente en tintura de tejidos. Estos procesos fueron muy importantes a  partir de la Edad  Media.La pirita es uno de los minerales más usados para la obtención del ácido sulfúrico (H2SO4) por su elevado porcentaje en azufre. La obtención del ácido se produce mediante el tueste del mineral, es decir, se calienta hasta altas temperaturas en presencia de oxígeno, ya que así emana dióxido de azufre (SO2) y posteriormente éste se transforma artificialmente a trióxido de azufre  (SO3) al que se añade agua para transformarlo en ácido.Actualmente, este proceso ha sido desplazado en gran medida por la combustión directa de azufre, del que se obtienen grandes cantidades a partir del refinado del petróleo y del gas. Otros usos de la pirita han sido para joyería, como piedras talladas y vendidas con el nombre equívoco de marcasitas, muy populares a finales del siglo XIX y principios del XX, y como detectores de ondas de radio, de forma semejante a los más conocidos cristales de galena.

## Yacimientos

### Para utilizarla en la industria
La pirita es el sulfuro más abundante en la corteza terrestre. Aunque contiene hierro, solamente se ha utilizado ocasionalmente para extraer este metal. Actualmente, son más importantes los elementos que aparecen diseminados en ella (cobre, plomo, zinc, plata y oro) que el azufre o el hierro. Aunque se conocen miles de yacimientos, los más importantes se encuentran agrupados en tres provincias metalogenéticas, en la península ibérica, Canadá y Australia. La llamada Faja pirítica ibérica forma una franja de unos 150 km de longitud de dirección E-W, en las provincias de Sevilla y Huelva (España) y en la mina de Neves Corvo, en Portugal. La pirita de distribuye en unos 80 depósitos individuales, con un total de 1.700 millones de toneladas de sulfuros, que entre otros elementos, contienen  más de 800 toneladas de oro. las principales minas son Río Tinto, Tharsis, Sotiel-Migollas, y Aznalcollar.

### Para coleccionismo y decoración

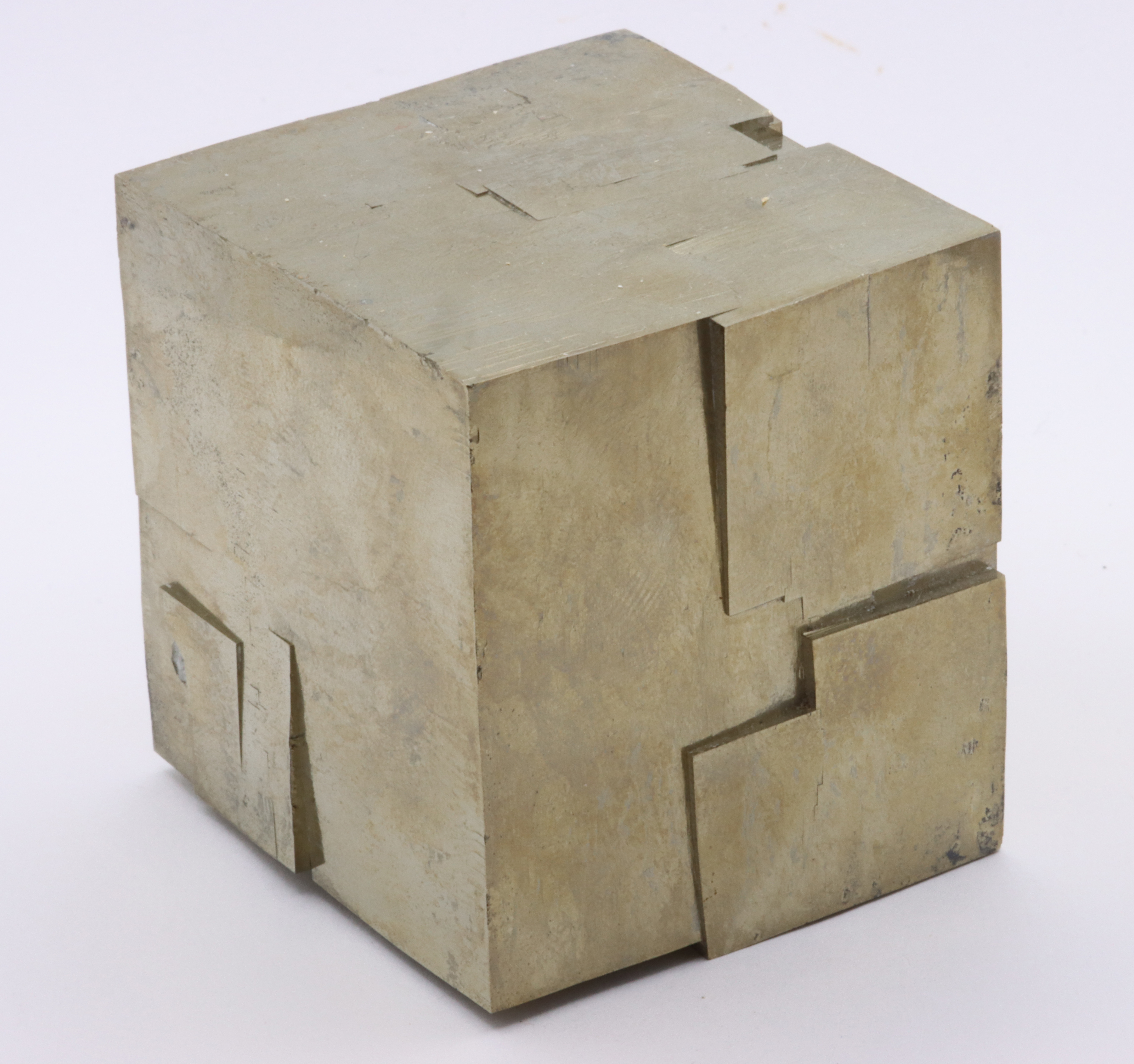
Cristal cúbico de pirita con crecimiento helicoidal. 4,5 cm. Mina Ampliación a Victoria, Navajún (La Rioja)

La pirita es uno de los minerales más populares en las colecciones, dada la perfección de los cristales, el gran tamaño que pueden alcanzar, su color y brillo. Algunos yacimientos de España se explotan comercialmente exclusivamente con este objeto. Uno de los más importantes es la mina Ampliación a Victoria, en el municipio de Navajún (La Rioja) España. Esta mina comenzó a explotarse en la década de 1970. Los cristales mayores, que pueden alcanzar tamaños de hasta 10 cm, están formados exclusivamente por caras de cubo.  Los cristales de pirita aparecen dentro de lutitas de color gris claro. Generalmente no aparecen individualizados, sino formando agregados de varios cristales.También se extraen comercialmente ejemplares de pirita para coleccionismo en varias minas situadas junto al pueblo abandonado de Ambasaguas, en Muro de Aguas, también en la provincia de La Rioja. En este caso los cristales son más complejos, combinación de cubo y dodecaedro y a veces de otras formas. En la mina de Huanzalá, en el distrito de Huallanca (Ancash) Perú, que se explota para obtener minerales de zinc y plomo, se han recuperado también muchos miles de ejemplares de pirita para colecciones. En este yacimiento la morfología es variada, apareciendo cristales con forma de cubos, generalmente estriados, otros con el octaedro como dominante combinado con pequeñas caras de otras formas.

## Galería
Las siguientes imágenes muestran diferentes formas de pirita:

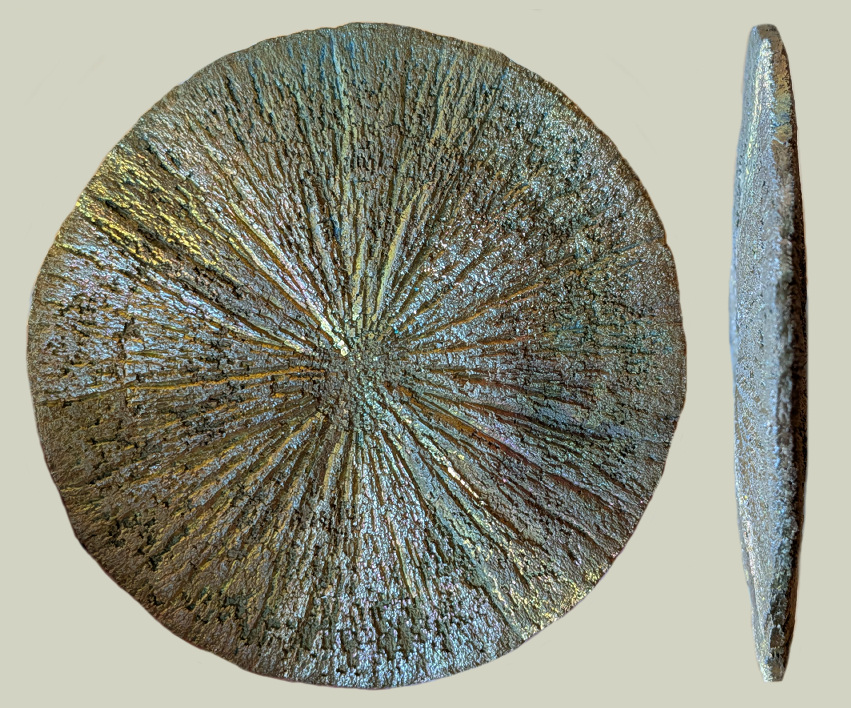
Disco de pirita sol o "pyrite dollars" (77-78 mm / 116,39 g) - Randolph County (Illinois, USA). Fotografía M. Pina.
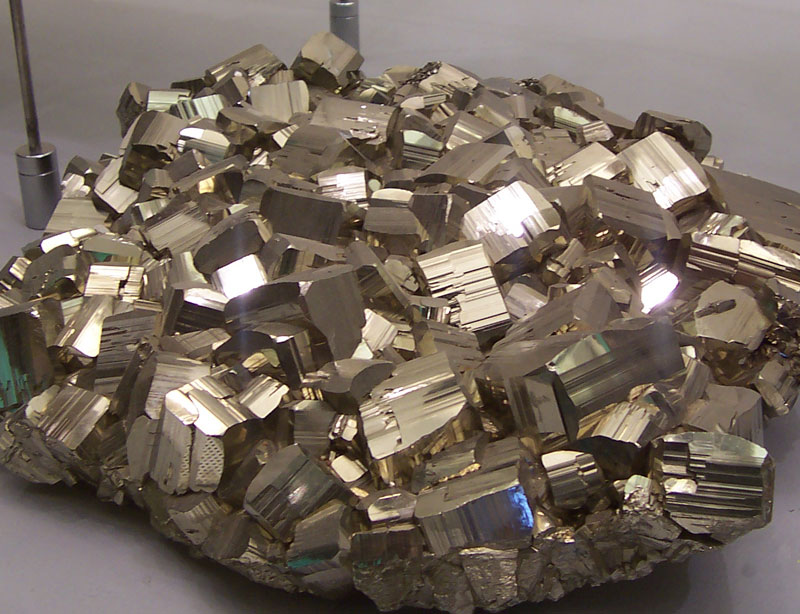
Cristales de pirita.
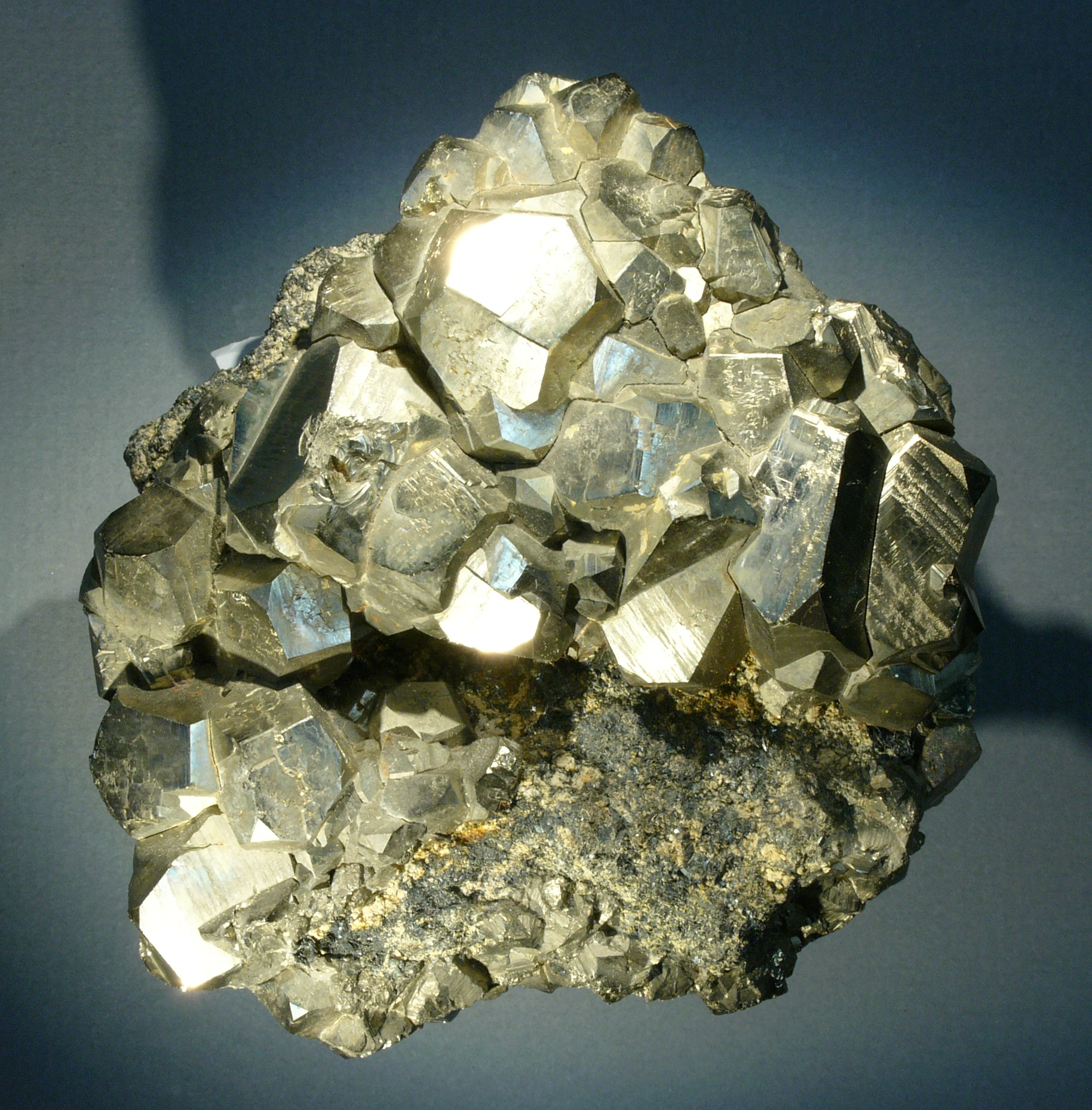
Cristales de racimo de Elba, Italia.
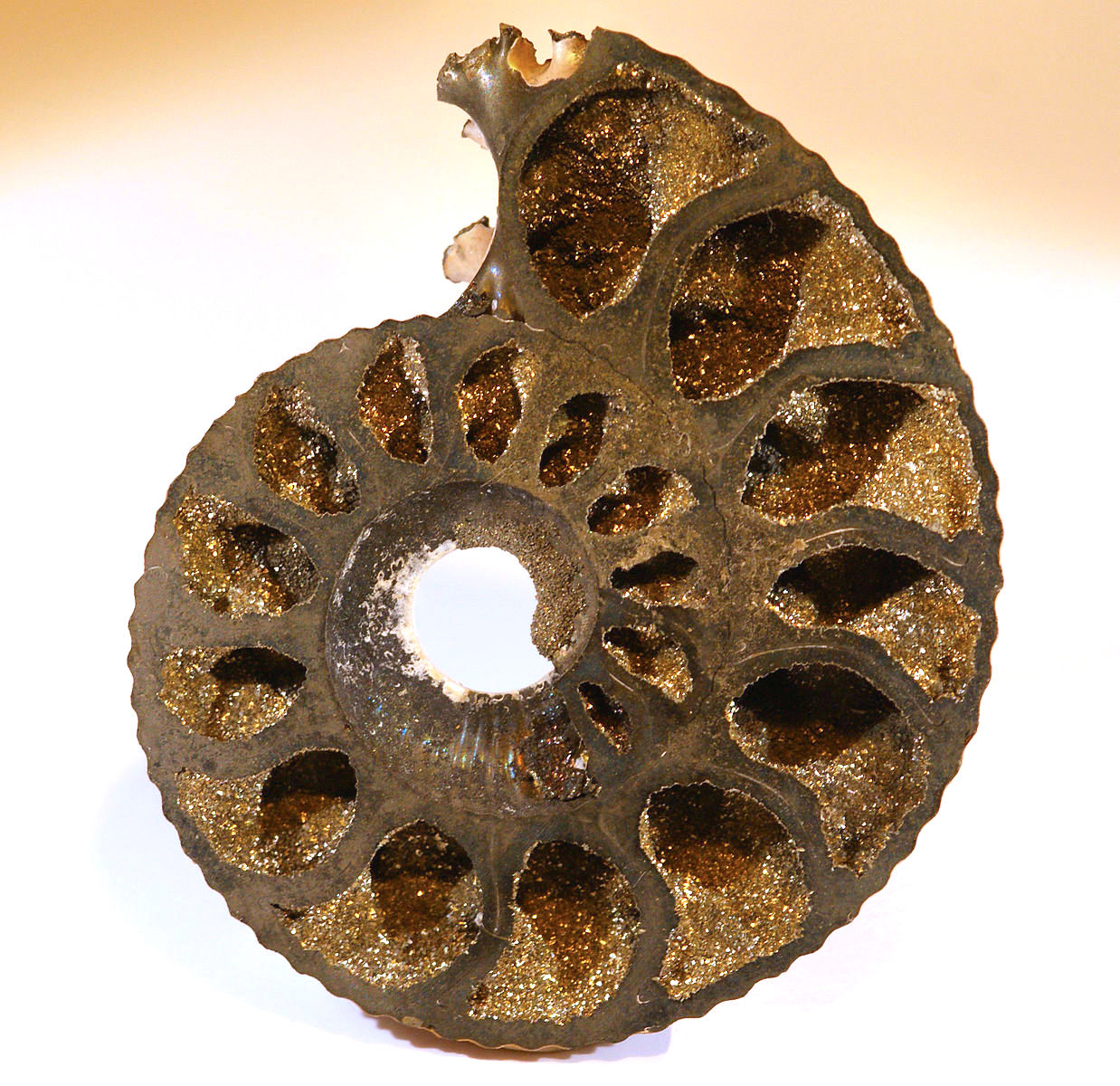
Como un mineral de reemplazo en un ammonite de Francia.
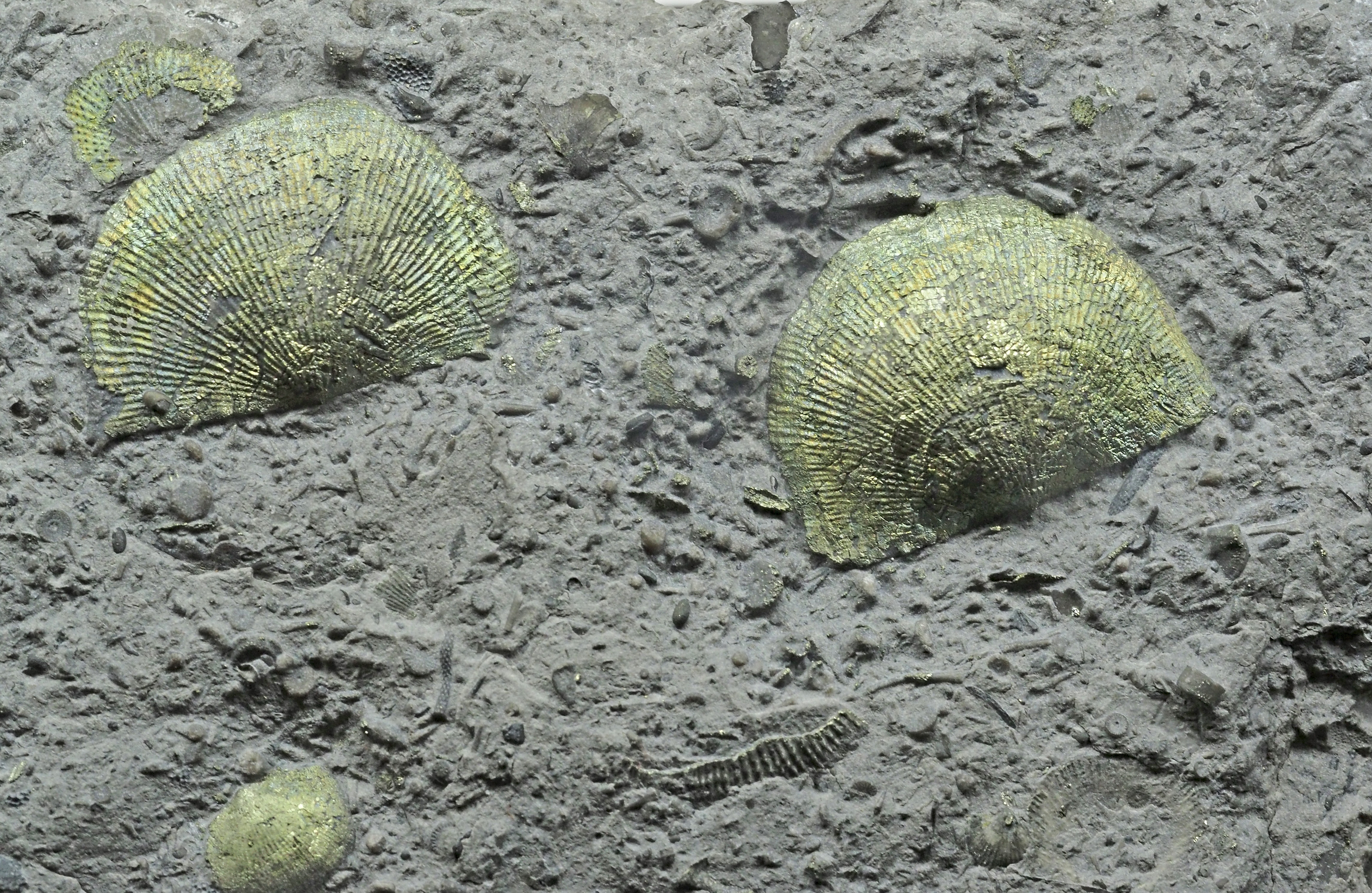
Fósiles  de braquiópodos devónicos cubiertos de pirita.
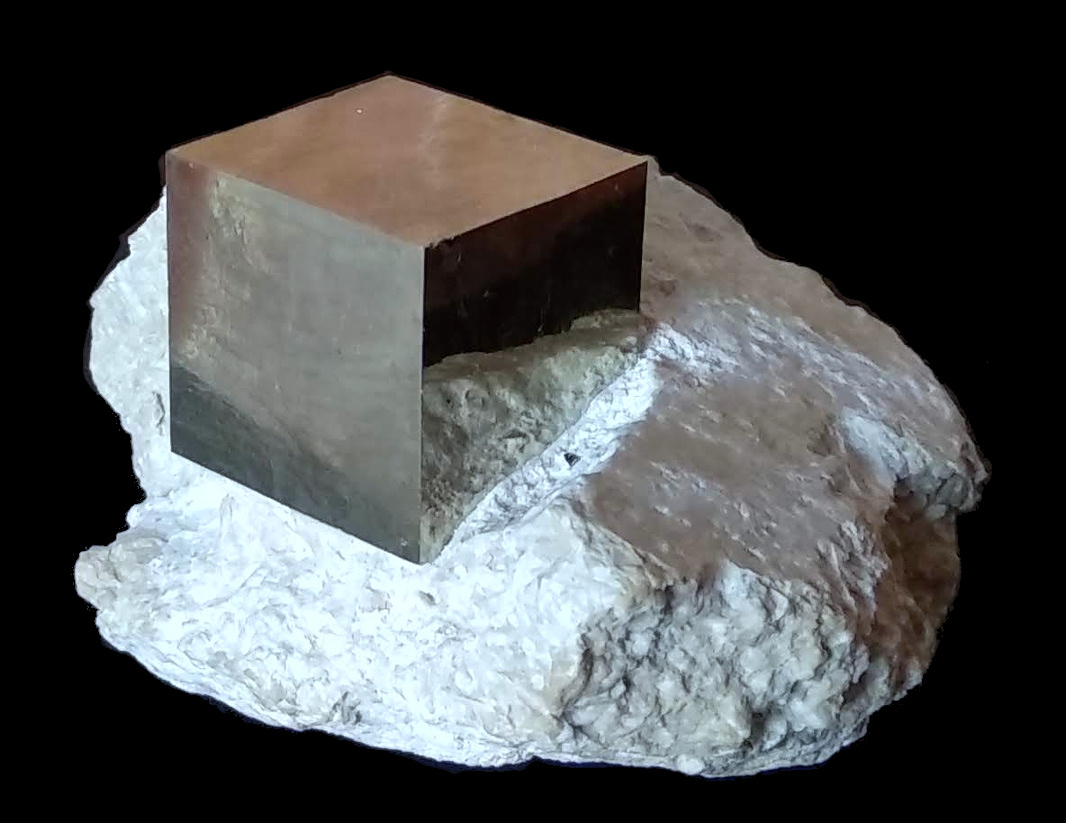
Cubo de pirita en matriz (24x24x24 mm) - Navajún, La Rioja (España). Fotografía M. Pina.
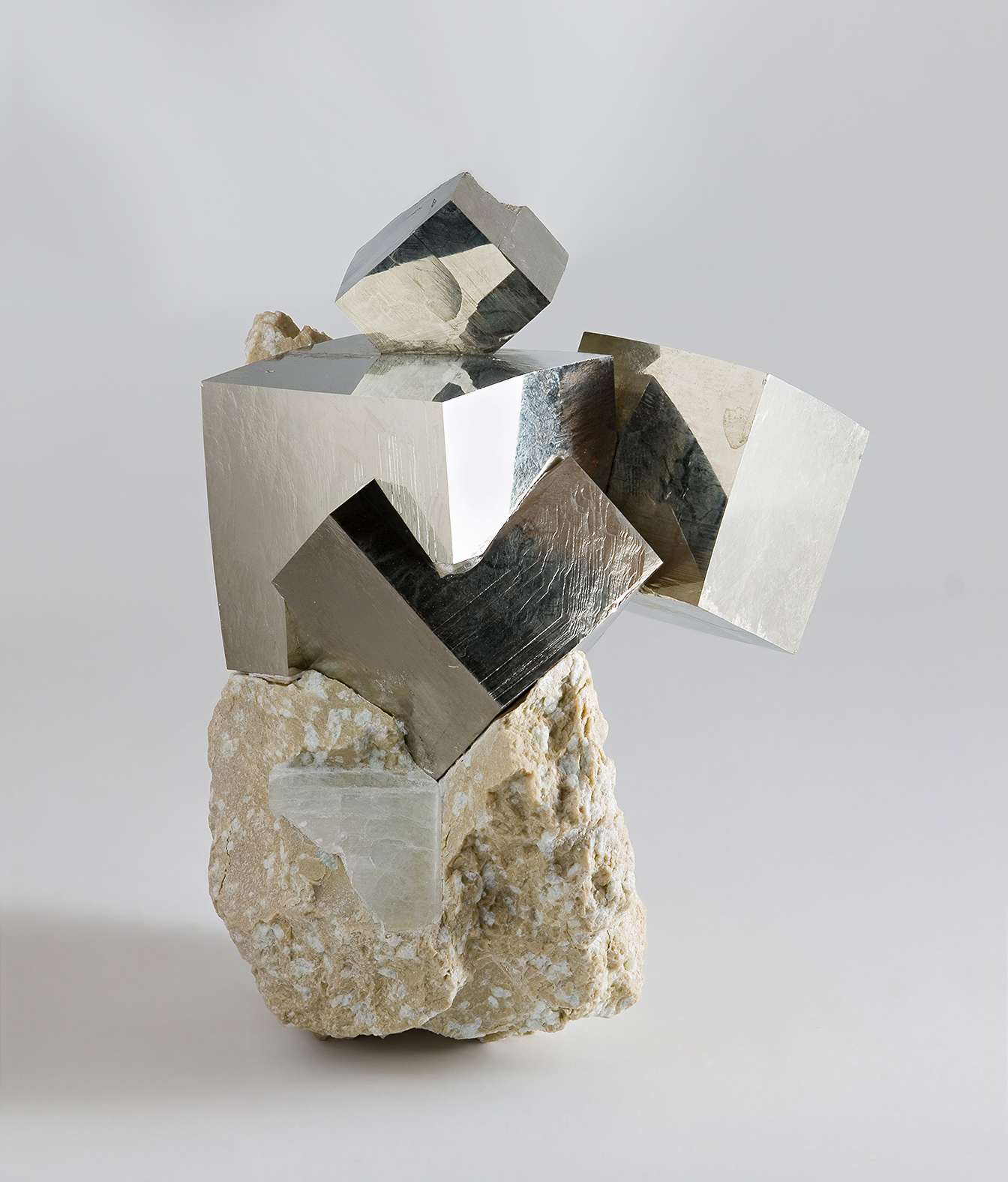
Pirita de la mina Ampliación a Victoria, Navajún, La Rioja, España.